# Tomáš Belic
Tomáš Belic (* 2. Juli 1978 in Trenčín) ist ein slowakischer Fußballspieler.

## Vereinskarriere
Belic begann mit dem Fußballspielen bei TTS Trenčín, anschließend spielte der Torwart für ZŤS Dubnica nad Vahom, MŠK Žilina, Ozeta Dukla Trenčín, VTJ Štúrovo und MFK Nové Zámky.
Von 2000 bis 2002 stand Belic bei Spartak Trnava unter Vertrag, anschließend wechselte er nach Tschechien zum 1. FC Brünn. Im Sommer 2005 ging er auf Leihbasis in die 2. Liga zu Dynamo České Budějovice, im Frühjahr 2006 spielte der Torhüter für den FC Vítkovice. Nach einem halben Jahr beim FK AS Trenčín wechselte Belic Anfang 2007 zum FK Teplice.
In Teplice war Belic zunächst die Nummer zwei hinter Stammkeeper Martin Slavík, als sich dieser am 18. April 2007 verletzte, stand der Slowake bis zum Saisonende im Tor. In der Saison 2007/08 saß er in allen Ligaspielen auf der Ersatzbank. Die Saison 2008/09 begann er als neue Nummer eins und zeigte durchweg gute Leistungen. Zum 1. Januar 2009 wechselte Belic, dessen Vertrag in Teplice abgelaufen war, ablösefrei zu Panionios Athen. Beim zweifachen griechischen Pokalsieger unterschrieb Belic einen Zweieinhalb-Jahres-Vertrag. War er dort zunächst noch die Nummer eins, kam er in der Saison 2010/11 als Stellvertreter von Jürgen Macho nur noch auf einen Einsatz.
Im Sommer 2011 verließ Belic Griechenland und kehrte in sein Heimatland zurück. Dort schloss er sich Erstligist FK Dukla Banská Bystrica an. Nach zwei Jahren wechselte er zu DAC Dunajská Streda, ehe ihn Anfang 2014 TJ Spartak Myjava verpflichtete. Dort kam er hinter Peter Solnicka nur auf fünf Einsätze. Anfang 2015 verließ er den Verein wieder und heuerte beim AFC Nové Mesto nad Váhom in der zweiten slowakischen Liga an.